# Sergio Mochi Onory
Sergio Mochi Onory (Cagli, 21 agosto 1902 – Milano, 9 luglio 1953) è stato un medievista e storico italiano.

## Biografia
Si laureò in Giurisprudenza nel 1925 alla Sapienza - Università di Roma, avendo come maestro il giurista Francesco Brandileone.
Fu storico del Medioevo e, in particolare, del diritto tardoantico e del diritto medievale, disciplina, quest'ultima, che insegnò all'Università degli Studi di Sassari, dal 1931, e all'Università degli Studi di Siena, dal 1935.
Dal 1941 fu docente di Storia medievale all'Università Cattolica del Sacro Cuore. A Milano, dal 1947 al 1953, fu anche preside della Facoltà di Lettere e Filosofia dell'Università Cattolica: alla morte gli successe Ezio Franceschini.
È padre di Andrea Giuseppe Mochi Onory di Saluzzo di Monterosso e Valgrana, Emanuela Mochi Onory, Carmen Mochi Onory, Bona Mochi Onory.

### Rivista di storia del diritto italiano
Nel 1928, Mochi Onory e Mario Enrico Viora furono gli ideatori della «Rivista di storia del diritto italiano», ocon il proposito di dotare anche il settore degli studi giuridici italiani, di uno strumento editoriale, allora mancante, che potesse confrontarsi con analoghe prestigiose iniziative editoriali straniere, come la francese «Nouvelle revue historique de droit français et étranger», la tedesca «Zeitschrift für geschichtliche Rechtswissenschaft», fondata da Friedrich Carl von Savigny, la olandese-belga «Tijdschrift voor Rechtsgeschiedenis-Revue d'Histoire de Droit». Oltre ai due proponenti iniziali, la nascente rivista annoverò tra i suoi promotori Francesco Brandileone, loro comune maestro, Nino Tamassia, Carlo Calisse e Pier Silverio Leicht.

### Fondazione Sergio Mochi Onory
Alla sua morte prematura, avvenuta nel 1953, gli è stata dedicata la Fondazione Sergio Mochi Onory, finalizzata allo studio della storia del diritto, con funzioni anche di casa editrice specialistica.

## Opere[4]
- Ricerche sui poteri civili dei vescovi nelle città umbre durante l'alto Medio Evo, 1929, in octavo, pp. 257 (ora in ristampa anastatica a cura della Deputazione di storia patria per l'Umbria, 2010)
- Vescovi e città (Sec. IV-V), Zanichelli, 1933, in-8, pp. XXXII-348 (in ristampa anastatica per la Fondazione C.I.S.A.M. - Centro Studi Alto Medioevo, collana «Uomini e mondi medievali», Spoleto 2010 ISBN 978-88-7988-196-8)
- Studi sulle origini storiche dei diritti essenziali della persona, 1937, in-8, pp. 375
- Fonti canonistiche dell'idea moderna dello Stato, 1951